# Polymitarcyidae
Famille
Polymitarcyidae est une famille d'insectes appartenant à l'ordre des Éphéméroptères.
Cette famille n'est, en Europe, représentée que par un seul genre : Ephoron et une seule espèce :
- Polymitarcys virgo, aussi connue sous le nom de Ephoron virgo.

## Liste des genres
Selon NCBI (9 août 2010) :
- genre Ephoron
- genre Povilla
- genre Tortopus

Selon ITIS (9 août 2010) :
- genre Campsurus Eaton, 1868
- genre Ephoron Williamson, 1802
- genre Tortopus Needham & Murphy, 1924